# Barchfeld
Barchfeld är en ortsteil i staden Barchfeld-Immelborn i Wartburgkreis i förbundslandet Thüringen i Tyskland. Barchfeld var en kommun fram till den 31 december 2012 när kommunen Immelborn gick up i Barchfeld som samtidigt ändrade namn till Barchfeld-Immelborn.